# Ra's al-'Ayn
För andra betydelser, se Ra's al-'Ayn (olika betydelser).
Ra's al-'Ayn (arabiska رأس العين, syriska ܪܝܫ ܥܝܢܐ Rēš 'Aynā, kurdiska Serêkaniyê) är en stad i provinsen al-Hasaka i nordöstra Syrien vid gränsen till Turkiet. Befolkningen uppgick till 29 347 invånare vid folkräkningen 2004. Staden är känd för sina sötvattenkällor och för sin enorma svavelkälla vilken många människor uppsöker i hopp om att bli kvitt hudåkommor.

## Platsen i historien
Platsen heter "Ra's al-'Ayn" på arabiska (راس العين), "huvudkälla" på svenska, på grund av sitt läge i förhållande till floden Khabur, ett viktigt biflöde till Eufrat. Ra's al-'Ayn var ett viktigt centrum i antikens Mesopotamien. Staden har varit känd under olika namn, som Cabara i Arameiska riket, Guzana under den assyriska epoken, Razena eller Rsen och Teodceleos i Romerska riket, vidare Rash Aino och Qhatf Alzohour på arabiska och Ain Ward. Staden var under abbasidernas tid ett viktigt kommersiellt centrum, en karavanknutpunkt och ett favoritsommarställe för kaliferna, däribland kalifen al-Mutawakkil. Sultanen Saladin tillbringade ett år i Ra's al-'Ayn.[källa behövs]